# Liste von Bergen in Alaska

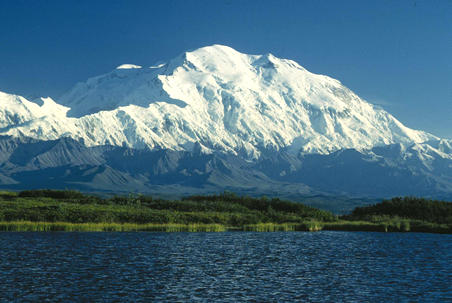
Denali

In Alaska befindet sich mit dem Denali der höchste Berg Nordamerikas und der nördlichste Berg der Erde über 5000 m. Der Mount Saint Elias, der zweithöchste Berg der USA und Kanadas, ist einer der relativ höchsten Berg der Welt. Seine 5489 m ragen direkt vom Meeresniveau in die Höhe.

## Höchste Berge

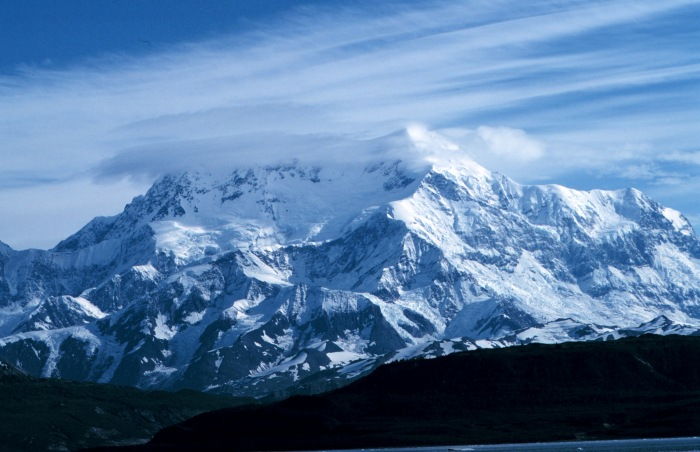
Mount Saint Elias

Die folgende Liste zeigt die 20 höchsten Berge Alaskas mit über 4000 m Höhe und einer Schartenhöhe von mindestens 500 m. Die Meereshöhe bezieht sich auf den mittleren Meeresspiegel. Die zehn höchsten Berge der Vereinigten Staaten und acht der 20 höchsten Berge Nordamerikas liegen in Alaska.
| Rang | Gipfel            | Gebirgszug         | Meereshöhe | Schartenhöhe | Dominanz  |
| ---- | ----------------- | ------------------ | ---------- | ------------ | --------- |
| 1    | Denali            | Alaskakette        | 6190 m     | 6140 m       | 7450,7 km |
| 2    | Mount Saint Elias | Eliaskette         | 5489 m     | 3429 m       | 41,4 km   |
| 3    | Mount Foraker     | Alaskakette        | 5304 m     | 2210 m       | 23,3 km   |
| 4    | Mount Bona        | Eliaskette         | 5029 m     | 2103 m       | 80,1 km   |
| 5    | Mount Blackburn   | Wrangell Mountains | 4996 m     | 3548 m       | 97,6 km   |
| 6    | Mount Sanford     | Wrangell Mountains | 4949 m     | 2343 m       | 64,8 km   |
| 7    | Mount Fairweather | Eliaskette         | 4671 m     | 3957 m       | 200,7 km  |
| 8    | Mount Hubbard     | Eliaskette         | 4557 m     | 2457 m       | 34,4 km   |
| 9    | Mount Bear        | Eliaskette         | 4520 m     | 1540 m       | 32,4 km   |
| 10   | Mount Hunter      | Alaskakette        | 4442 m     | 1409 m       | 11,1 km   |
| 11   | Mount Alverstone  | Eliaskette         | 4420 m     | 594 m        | 3,6 km    |
| 12   | University Peak   | Eliaskette         | 4410 m     | 978 m        | 6,0 km    |
| 13   | Mount Wrangell    | Wrangell Mountains | 4317 m     | 1696 m       | 23,8 km   |
| 14   | Mount Augusta     | Eliaskette         | 4289 m     | 1533 m       | 26,2 km   |
| 15   | Atna Peaks        | Wrangell Mountains | 4225 m     | 674 m        | 8,4 km    |
| 16   | Regal Mountain    | Wrangell Mountains | 4220 m     | 1346 m       | 19,7 km   |
| 17   | Mount Hayes       | Alaskakette        | 4216 m     | 3506 m       | 204,7 km  |
| 18   | Mount Cook        | Eliaskette         | 4194 m     | 2274 m       | 23,4 km   |
| 19   | Mount Natazhat    | Eliaskette         | 4095 m     | 1824 m       | 26,6 km   |
| 20   | Mount Jarvis      | Wrangell Mountains | 4091 m     | 1454 m       | 18,0 km   |

## Größte Schartenhöhen

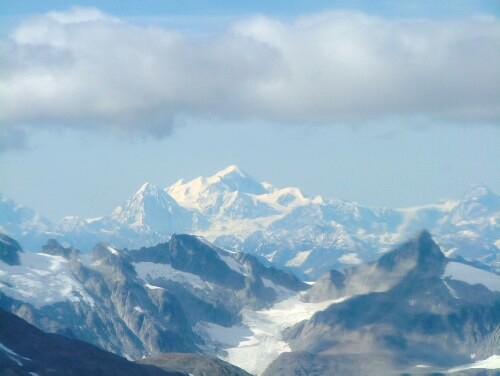
Mount Fairweather

Die Schartenhöhe bezeichnet in der Geographie die Höhendifferenz zwischen einem Berggipfel und der höchstgelegenen Einschartung, über die ein höherer Gipfel erreicht werden kann. Die Schartenhöhe des Denali ist weltweit die drittgrößte.
| Rang | Gipfel             | Gebirgszug         | Meereshöhe | Schartenhöhe | Dominanz  |
| ---- | ------------------ | ------------------ | ---------- | ------------ | --------- |
| 1    | Denali             | Alaskakette        | 6190 m     | 6140 m       | 7450,7 km |
| 2    | Mount Fairweather  | Eliaskette         | 4671 m     | 3957 m       | 200,7 km  |
| 3    | Mount Blackburn    | Wrangell Mountains | 4996 m     | 3548 m       | 97,6 km   |
| 4    | Mount Hayes        | Alaskakette        | 4216 m     | 3506 m       | 204,7 km  |
| 5    | Mount Saint Elias  | Eliaskette         | 5489 m     | 3429 m       | 41,4 km   |
| 6    | Mount Marcus Baker | Chugach Mountains  | 4016 m     | 3254 m       | 205,2 km  |
| 7    | Mount Shishaldin   | Unimak Island      | 2857 m     | 2857 m       | 877,6 km  |
| 8    | Mount Redoubt      | Chigmit Mountains  | 3108 m     | 2788 m       | 94,5 km   |
| 9    | Mount Torbert      | Alaskakette        | 3479 m     | 2648 m       | 157,3 km  |
| 10   | Mount Pavlof       | Alaska-Halbinsel   | 2499 m     | 2507 m       | 151,9 km  |
| 11   | Mount Veniaminof   | Alaska-Halbinsel   | 2507 m     | 2499 m       | 337,5 km  |
| 12   | Mount Hubbard      | Eliaskette         | 4557 m     | 2457 m       | 34,4 km   |
| 13   | Mount Iliamna      | Chigmit Mountains  | 3053 m     | 2398 m       | 54,1 km   |
| 14   | Mount Sanford      | Wrangell Mountains | 4949 m     | 2343 m       | 64,8 km   |
| 15   | Mount Tom White    | Chugach Mountains  | 3411 m     | 2329 m       | 117,6 km  |
| 16   | Mount Cook         | Eliaskette         | 4194 m     | 2274 m       | 23,4 km   |
| 17   | Mount Kimball      | Alaskakette        | 3139 m     | 2263 m       | 89,8 km   |
| 18   | Mount Chamberlin   | Brookskette        | 2749 m     | 2263 m       | 636,0 km  |
| 19   | Mount Griggs       | Alaska-Halbinsel   | 2316 m     | 2225 m       | 219,3 km  |
| 20   | Mount Foraker      | Alaskakette        | 5304 m     | 2210 m       | 23,3 km   |
| 21   | Mount Crillon      | Eliaskette         | 3879 m     | 2187 m       | 31,4 km   |
| 22   | Mount Hesperus     | Alaskakette        | 2996 m     | 2127 m       | 93,6 km   |
| 23   | Mount Vsevidof     | Umnak              | 2109 m     | 2109 m       | 358,2 km  |
| 24   | Mount Bona         | Eliaskette         | 5029 m     | 2103 m       | 80,1 km   |
| 25   | Mount Drum         | Wrangell Mountains | 3661 m     | 2060 m       | 28,5 km   |

## Größte Dominanz

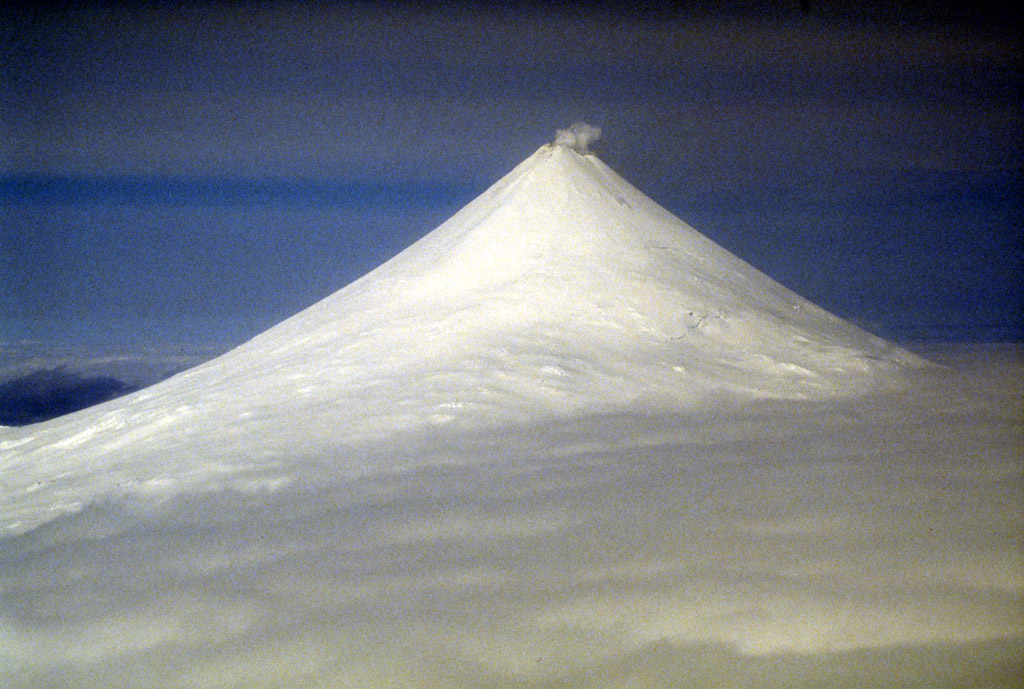
Mount Shishaldin

Die Dominanz bezeichnet in der Geographie den Radius des Gebietes, den ein Berg überragt, also die Entfernung vom Gipfel eines Berges zu einem nächstgelegenen höheren Punkt. Im Falle des Denali ist dies der Gipfel des Yanamax in China.
| Rang | Gipfel                    | Gebirgszug           | Meereshöhe | Schartenhöhe | Dominanz  |
| ---- | ------------------------- | -------------------- | ---------- | ------------ | --------- |
| 1    | Denali                    | Alaskakette          | 6190 m     | 6140 m       | 7450,7 km |
| 2    | Mount Shishaldin          | Unimak Island        | 2857 m     | 2857 m       | 877,6 km  |
| 3    | Mount Tanaga              | Tanaga Island        | 1806 m     | 1806 m       | 656,3 km  |
| 4    | Mount Chamberlin          | Brookskette          | 2749 m     | 2263 m       | 636,0 km  |
| 5    | Mount Igikpak             | Brookskette          | 2523 m     | 1867 m       | 462,8 km  |
| 6    | Mount Vsevidof            | Umnak                | 2109 m     | 2109 m       | 358,2 km  |
| 7    | Mount Veniaminof          | Alaska-Halbinsel     | 2507 m     | 2499 m       | 337,5 km  |
| 8    | Atuk Mountain             | Sankt-Lorenz-Insel   | 613 m      | 613 m        | 291,8 km  |
| 9    | Mount Griggs              | Alaska-Halbinsel     | 2316 m     | 2225 m       | 219,3 km  |
| 10   | Mount Marcus Baker        | Chugach Mountains    | 4016 m     | 3254 m       | 205,2 km  |
| 11   | Mount Hayes               | Alaskakette          | 4216 m     | 3506 m       | 204,7 km  |
| 12   | Mount Fairweather         | Eliaskette           | 4671 m     | 3957 m       | 200,7 km  |
| 13   | Mount Torbert             | Alaskakette          | 3479 m     | 2648 m       | 157,3 km  |
| 14   | Mount Chiginagak          | Alaska-Halbinsel     | 2103 m     | 2035 m       | 157,2 km  |
| 15   | Mount Pavlof              | Alaska-Halbinsel     | 2499 m     | 2507 m       | 151,9 km  |
| 16   | Mount Makushin            | Unalaska Island      | 2036 m     | 2036 m       | 143,5 km  |
| 17   | Truuli Peak               | Kenai Mountains      | 2015 m     | 1848 m       | 143,1 km  |
| 18   | Great Sitkin              | Great Sitkin Island  | 1740 m     | 1740 m       | 139,9 km  |
| 19   | Mount Korovin             | Atka Island          | 1533 m     | 1533 m       | 138,3 km  |
| 20   | Devils Paw                | Boundary Ranges      | 2593 m     | 1720 m       | 138,2 km  |
| 21   | Baranof Island High Point | Baranof Island       | 1643 m     | 1643 m       | 128,3 km  |
| 22   | Mount Harper              | Tanana Hills         | 1994 m     | 580 m        | 118,0 km  |
| 23   | Mount Tom White           | Chugach Mountains    | 3411 m     | 2329 m       | 117,6 km  |
| 24   | Anvil Peak                | Semisopochnoi Island | 1221 m     | 1221 m       | 112,4 km  |
| 25   | Mount Blackburn           | Wrangell Mountains   | 4996 m     | 3548 m       | 97,6 km   |